# Postioma
Postioma è una frazione del comune di Paese in provincia di Treviso di 3 078 abitanti. Il toponimo riflette la posizione dell'abitato, situato all'incrocio tra la strada consolare Postumia e quella paleoveneta corrispondente all'attuale Feltrina.

## Storia
L'origine dell'abitato è strettamente collegata alla costruzione della via Postumia, voluta dal console Spurio Postumio Albino Magno nel 148 a.C. Postioma nacque verosimilmente come statio trovandosi a 10 miglia romane (circa 14 km) dal guado di Ronchi di Maserada, ovvero la distanza media che l'esercito romano riusciva a percorrere in mezza giornata in assetto di guerra. Il primo documento ufficiale in cui viene nominata esplicitamente la pieve di Postioma, risulta tuttavia la bolla del Papa Eugenio III datata 3 maggio 1152.

## Monumenti e luoghi d'interesse
Chiesa Vecchia di San Giorgio MartireLa chiesa di Postioma è un elegante edificio settecentesco di elevato pregio artistico. La costruzione fu promossa dall'arciprete Domenico Maggion nel 1778, e avvenne sullo stesso sito dove si trovava una precedente chiesa pievana di San Vito, probabilmente di stile romanico, che i documenti dell'Archivio Storico della Curia Vescovile di Treviso definiscono “antichissima” e fondata dai monaci del Monastero di San Teonisto cui dipendeva prima di passare alle dipendenze della Chiesa di San Martino Urbano in Treviso. I lavori vennero completati nel 1795, anno in cui venne ultimata la facciata, progettata dai fratelli Piotto, capomastri della famiglia Emo. La nobile famiglia risiedeva in una armoniosa villa di fine Cinquecento, vicina alla chiesa: Villa Labia. Già tre decenni prima, nel 1765 era stato portato a termine il campanile, che tuttora si può ammirare a destra della chiesa; la copertura a cipolla della cella campanaria indiscutibilmente svela le simpatie filoaustriache dell'arciprete Maggion. In quegli anni, mentre la Repubblica di Venezia stava languendo, la scelta ideologico-politica era schierarsi o con i figli della rivoluzione francese (Napoleone) o con i più rassicuranti imperiali austriaci.
La nuova chiesa ParrocchialeLa nuova Chiesa dedicata a san Giorgio e sant'Elena è stata fatta costruire dal parroco don Giovanni Capoia nel 1956. All'interno è stata trasferita dalla vecchia chiesa la corona dell'altare e il ritratto di san Giorgio posto all'ingresso della chiesa. È presente un organo della ditta Mascioni, costruito per la vecchia chiesa nel 1935 e trasferito nell'attuale nel 1956.